# Cavigliano
Cavigliano is een plaats en voormalige gemeente in het Zwitserse kanton Ticino, en maakt deel uit van het district Locarno.
Cavigliano telt 699 inwoners. In 2013 is de gemeente gefuseerd met de andere gemeenten Tegna en Verscio en hebben de nieuwe gemeente Terre di Pedemonte gevormd.